# Лагумашко гробље
Лагумашко гробље су археолошки локалитети две некрополе у Поповом Пољу, на локалитету Драча и изнад поља, на локалитету Поврпоље, у атару села Карадак на Копаонику.
Некропола Драча, са педесетак гробова са каменим конструкцијама и споменицима, датује се у 15/16. век, те се сматра рударским гробљем. Гробље у Поврпољу, потпуно је искрчено, споменици су депоновани у један сухозид. На основу различитих споменика, од амфорних монолита до украшених плоча и крстоликих усадника, некропола се датује у раздобље 14/15—18. век. 
На ораницама Драче, на благим речним терасама Ибра, пронађени су бројни фрагменти праисторијских и средњовековних керамичких посуда, који указују на постојање насеља. Да су неолитске популације брижљиво бирале положаје својих станишта, потврђује неолитско насеље (винчанска фаза) на локалитету Томовићко брдо, између Белог и Карадачког потока. Смештено је на заравњеном платоу, погодном за пољопривреду, ван главног подручја, у близини мајдана камена. Између Боровика, Карадачког потока и савременог гробља, на пространој речној тераси налазе се велике количине старе шљаке. Остаци топионичарских пећи, који су постојали све до средине 20. века, уништени су током одвожења шљаке у Трепчу. 
Изнад Карадачког потока, на југозападној страни Боровика, на косини званој Ледина, постоји остаци старог рударења. Северно од Ледина, на локалитету Лаз, налази се добро очуван стари рударски ходник у стени, из којег је донедавно истицала кижа. На северним обронцима Боровика, у густој боровој и храстовој шуми, проналазе се пинге (шахте, свртњеви), скривени сведоци старог рударења. Локалитети су ван граница НП Копаоник, значајни за проучавање насељевања и археометалургије копаоничког краја од средњог века, као и за археометалургију овог краја.